# 朝鲜劳动党第二次代表会议
朝鲜劳动党第二次代表会议于1966年10月5日在临时首都平壤举行（法定首都是汉城），朝鲜劳动党第二次代表会议选举中央委员会委员长金日成为总书记（1966年到2011年间朝鲜劳动党的最高领导人头衔是朝鲜劳动党中央委员会总书记）。

## 会议内容
1. 目前形势和党的任务（国防·经济并进政策）
2. 社会主义经济建设的当前任务（人民经济发展7年计划延长3年）
3. 关于越南问题的党代表大会声明
4. 党组织问题（党中央委员长的废除及总书记的选举）